# Gliese 86
Gliese 86 eller HD 13445, är en dubbelstjärna i den södra delen av stjärnbilden Eridanus. Den har en skenbar magnitud av ca 6,17 och är svagt synlig för blotta ögat där ljusföroreningar ej förekommer. Baserat på parallax enligt Gaia Data Release 2 på ca 92,7 mas, beräknas den befinna sig på ett avstånd på ca 35 ljusår (ca 10,8 parsek) från solen. Den rör sig bort från solen med en heliocentrisk radialhastighet på ca 57 km/s.

## Egenskaper
Primärstjärnan Gliese 86 A är en gul till vit stjärna i huvudserien av spektralklass K1 V. Den har en massa som är ca 0,83 solmassor, en radie som är ca 0,79 solradier och har ca 0,44 gånger solens utstrålning av energi från dess fotosfär vid en effektiv temperatur av ca 5 200 K.
Följeslagaren Gliese 86 B är en vit dvärg med en massa som är ca 0,49 solmassa och har en effektiv temperatur av ca 8 200 K. Den ligger på ett avstånd runt 21 AE från primärstjärnan, vilket gör Gliese 86 till en av de snävaste dubbelstjärnorna som är kända för att vara värd för en exoplanet. Den upptäcktes 2001 och misstänktes ursprungligen vara en brun dvärg, men observationer med hög kontrast 2005 tyder på att objektet förmodligen är en vit dvärg, eftersom dess spektrum inte uppvisar molekylära absorptionsegenskaper som är typiska för bruna dvärgar. Gliese 86 B har en trolig omloppsbana kring Gliese 86 A med en halv storaxel av 18,42 AE och en excentricitet på 0,3974.

## Planetsystem
År 1998 meddelade Europeiska sydobservatoriet att en exoplanet kretsade runt stjärnan. De preliminära astrometriska mätningarna gjorda med rymdsonden Hipparcos tyder på att planetbanan har en omloppslutning på 164,0° och planeten en massa av 15 Jupitermassor, vilket skulle göra objektet till en brun dvärg.  Ytterligare analys tyder dock på att Hipparcosmätningarna inte är tillräckligt exakta för att på ett tillförlitligt sätt bestämma astrometriska banor för substellära följeslagare, så kandidatplanetens omloppslutning och sanna massa förblir okänd.
| Planet | Massa           | Halv storaxel (AE)  | Siderisk omloppstid (d) | Excentricitet | Inklination | Radie |
| ------ | --------------- | ------------------- | ----------------------- | ------------- | ----------- | ----- |
| b      | 6,588 ± 0,18 MJ | 0,114340 ± 0,000001 | 15,76480 ± 0,00004      | 0,048 ± 0,002 | -           | -     |